# Lamprotornis
Lamprotornis (of glansspreeuwen) is een geslacht van zangvogels uit de familie  spreeuwen (Sturnidae).

## Soorten
Het geslacht kent de volgende soorten:
- Lamprotornis acuticaudus  –  Pijlstaartglansspreeuw
- Lamprotornis albicapillus  –  Witkruinglansspreeuw
- Lamprotornis australis  –  Grote glansspreeuw
- Lamprotornis bicolor  –  Tweekleurige glansspreeuw
- Lamprotornis caudatus  –  Groene langstaartglansspreeuw
- Lamprotornis chalcurus  –  Bronsstaartglansspreeuw
- Lamprotornis chalybaeus  –  Groenstaartglansspreeuw
- Lamprotornis chloropterus  –  Blauwoorglansspreeuw
  - L. c. elisabeth  –  Zuidelijke blauwoorglansspreeuw
- Lamprotornis fischeri  –  Fischers glansspreeuw
- Lamprotornis hildebrandti  –  Hildebrandts glansspreeuw
- Lamprotornis iris  –  Emeraldspreeuw
- Lamprotornis mevesii  –  Meves' langstaartglansspreeuw
- Lamprotornis nitens  –  Roodschouderglansspreeuw
- Lamprotornis ornatus  –  Principeglansspreeuw
- Lamprotornis pulcher  –  Roodbuikglansspreeuw
- Lamprotornis purpureus  –  Purperglansspreeuw
- Lamprotornis purpuroptera  –  Blauwe langstaartglansspreeuw
- Lamprotornis regius  –  Koningsglansspreeuw
- Lamprotornis shelleyi  –  Shelleys glansspreeuw
- Lamprotornis splendidus  –  Prachtglansspreeuw
- Lamprotornis superbus  –  Driekleurige glansspreeuw
- Lamprotornis unicolor  –  Grijze glansspreeuw